# Angostura pilocarpoidia
Angostura pilocarpoidia là một loài thực vật có hoa trong họ Cửu lý hương. Loài này được (Rusby) Albuq. mô tả khoa học đầu tiên năm 1981.